# Thionia impressa
Thionia impressa är en insektsart som beskrevs av Melichar 1906. Thionia impressa ingår i släktet Thionia och familjen sköldstritar. Inga underarter finns listade i Catalogue of Life.